# Grandes éxitos (álbum de Malón)
Grandes éxitos es un álbum recopilatorio de la banda argentina de thrash metal Malón, publicado por EMI en 2004. El álbum pertenece a la Serie de oro de EMI y recoge las mejores canciones de los dos álbumes de estudio de la banda, Espíritu combativo y Justicia o resistencia, publicados en 1995 y 1996 respectivamente. 

## Lista de canciones
| N.º   | Título                                    | Duración |  |
| 1.    | «Malón mestizo»                           | 3:55     |  |
| 2.    | «Grito de Pilagá»                         | 4:44     |  |
| 3.    | «Síntoma de la infección»                 | 4:15     |  |
| 4.    | «Nido de almas»                           | 4:17     |  |
| 5.    | «Castigador por herencia»                 | 3:40     |  |
| 6.    | «Hipotecado»                              | 5:05     |  |
| 7.    | «Espíritu combativo»                      | 3:46     |  |
| 8.    | «30.000 plegarias»                        | 5:33     |  |
| 9.    | «Gatillo fácil»                           | 2:58     |  |
| 10.   | «Si se calla el cantor» (Horacio Guarany) | 3:42     |  |
| 11.   | «Cicatrizando»                            | 3:56     |  |
| 12.   | «Mendigos»                                | 3:58     |  |
| 49:29 |                                           |          |  |